# Софійська духовна семінарія
Софійська духовна семінарія імені преподобного Іоанна Рильського (болг. Софийска духовна семинария «Свети Иван Рилски») — середній спеціальний навчальний заклад Болгарської православної церкви.

## Історія
Заснована в 1876 як Самоковське богословське училище. У 1903 за участю царя Фердинанда I семінарія переноситься в Софію в район сучасного кварталу Лозенець.
У 1902 було закладено перший камінь в бідівництві окремої будівлі семінарії в Софії. Вона була побудована за проектом Фрідріха Грюнангера і завершена в 1905. 20 січня 1903 розпочалися урочисті семінарії. Навчальний курс складав шість років, після чого випускники отримували сертифікат зрілості, що давало їм право продовжувати навчання в вищих навчальних закладах або ставати священиками.
Під час Балканської та Першої світової війни будівля семінарії використовувався як військовий госпіталь. В період з 1920 по 1923 в ній знаходився агрономічний факультет Софійського університету.
Навесні 1990 комплекс семінарських будівель і прилегла територія були повернуті Софійській духовній семінарії.
В даний час в семінарії навчається 160 студентів у віці від 14 до 19 років по п'ятирічному курсу і 116 студентів з закінченою середньою освітою віком понад 20 років з прискореним дворічним курсом.

## Відомі випускники
- Максим (Патріарх Болгарський)
- Борис Недков (1910—1975)
- Геласій (Михайлов), митрополит Нью-Йоркський
- Борис (Добрев), єпископ Агатонійський

## Джерела

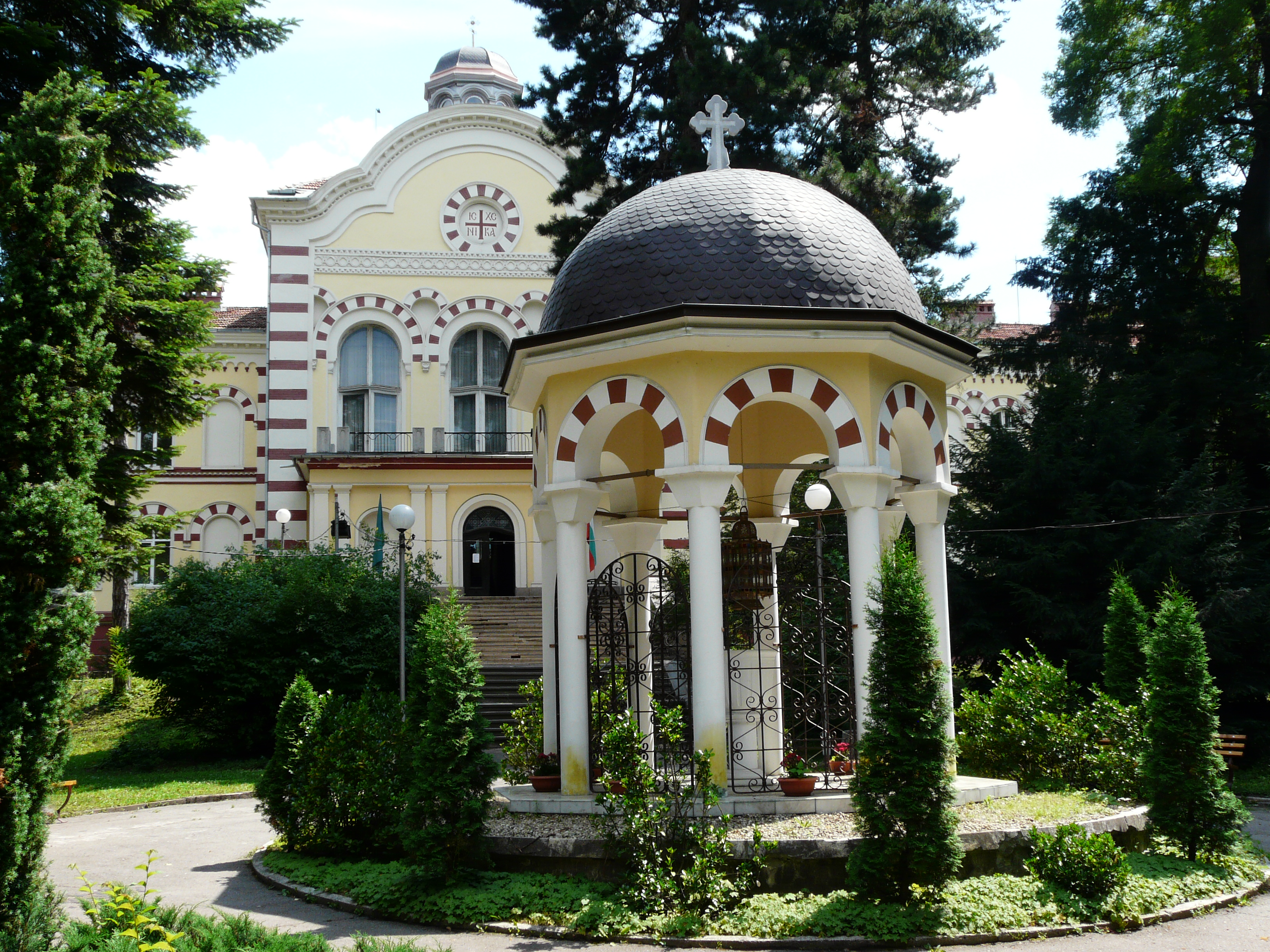
Софійська духовна семінарія